# Svartgölen, Västergötland
Svartgölen är en sjö i Tranemo kommun i Västergötland och ingår i Ätrans huvudavrinningsområde.